# Песуэла, Хоакин де ла
Хоакин де ла Песуэла Гриньян и Санчес Муньос де Веласко, 1-й маркиз Вилума (исп. Joaquín de la Pezuela Griñán y Sánchez Muñoz de Velasco, primer Marqués de Viluma; 1761, Наваль — 1830, Мадрид) — испанский военный деятель, вице-король Перу в период войны за независимость.

## Биография
Хоакин де ла Песуэла родился в благородной семье в испанском городе Наваль. Образование получил в артиллерийском училище в Сеговии. После окончания училища поступил на службу в испанскую армию, сражался против англичан во время осады Гибралтара, против французов в Гипускоа в 1793 и в Наварре в 1794. В 1805 году он отправился в Америку, в Верхнее Перу (ныне Боливия), чтобы возглавить армию. Из Боливии он отправился в Перу, где вице-король Хосе Фернандо Абаскаль и Соуза назначил его командовать королевской артиллерией. На этом посту он провёл ряд реформ и модернизаций, в целом реорганизовав этот род войск в Перу. В 1813 году Песуэла получил звание бригадного генерала.

## Вице-король Перу
На посту вице-короля Хоакин де ла Песуэла активно защищал интересы испанской короны в Америке, подавил ряд выступлений мятежников. 1 октября 1813 года, в сражении при Вилькапухио он нанёс поражение патриотам во главе с Мануэлем Бельграно. 14 ноября того же года он вновь победил войска Бельграно в битве при Айохуме. После этих побед он выдвинул свои войска на север Аргентины и занял город Жужуй 27 мая 1814 года и город Сальта 25 июля 1814. Тем не менее, королевские войска во главе с Песуэлой вынуждены были отступить из Аргентины под давлением войск Мартина Мигеля де Гуэмеса. При оставлении города Жужуй Песуэла потерял около 1200 солдат.
В 1815 году Песуэла сражался с войсками Хосе Рондо, и победил его битве при Сипе-Сипе; Рондо потерял около 2000 солдат и всю артиллерию, потери королевских войск были незначительными. Эта победа считается одной из самых успешных за всё время войн за независимость в Испанской Америке. В награду за это сражение король Испании пожаловал Песуэле титул маркиза де Вилума и присвоил ему звание генерал-лейтенанта. 15 октября 1815 года он был назначен временным вице-королём Перу, в следующем году Песуэлу назначили постоянным вице-королём Перу.
Во время его руководства вице-королевством у него значительно осложнились отношения со вторым лицом в регионе Хосе де ла Серна, поскольку Песуэла придерживался абсолютистских взглядов, а Серна — либеральных. В результате всё более осложнявшегося положения роялистских сил конфликт между двумя высшими чиновниками нарастал, и Серна принял решение уйти в отставку и попросил Песуэлу разрешить ему отплыть в Испанию.
Де ла Серна имел большую поддержку населения в столице вице-королевства Лиме. После прибытия в Лиму для отъезда в Испанию он увидел всю полноту этой поддержки. Перу находилось под угрозой вторжения войск Сан-Мартина, и было решено обратиться к Песуэле для назначения де ла Серны командующим армии и главой военного совета с присвоением ему звания генерал-лейтенанта. Вице-король в силу сложности ситуации, несмотря на личные неприязненные отношения, после некоторого колебания, был вынужден согласиться с этим назначением. Позже официальная власть в Испании признала этот переворот правомерным. Сан-Мартин высадился 8 сентября 1820 года в Писко, армия испанских войск под командование де ла Серны встала на защиту столицы.

## Возвращение в Испанию
Хоакин де ла Песуэла вернулся в Испанию в 1825 году, где он был назначен генерал-капитаном Новой Кастилии. Скончался Песуэла в 1830 году в Мадриде.